# David Hare (filantrop)
David Hare, född 1775, död 1842, var en skotsk urmakare och filantrop i Bengalen, Indien. Han grundade många viktiga och prestigefyllda utbildningsinstitutioner i Calcutta, såsom Hindu School, och Hare School och hjälpte till att grunda Presidents College . 